# Gnathoncus kiritshenkoi
Gnathoncus kiritshenkoi är en skalbaggsart som beskrevs av Reichardt 1930. Gnathoncus kiritshenkoi ingår i släktet Gnathoncus och familjen stumpbaggar. Inga underarter finns listade i Catalogue of Life.